# 彩花みん
彩花 みん（あやはな みん、1969年2月3日 - ）は、日本の漫画家。石川県七尾市出身。石川県金沢市在住。血液型B型。
本名は「順子」だが、自分以外の家族は全員名前に「み」がついているのに、自分にだけつかないことが不満だったため、ペンネームは「み」のつく名前にしたいと思い名づけた。身内からは「ずん」と呼ばれている。

## 略歴
- 1991年 - 『われらハイスクールヒーロー』が第40回S･B（シーズン･ベスト）賞を受賞し、『りぼん』秋のびっくり大増刊号（集英社）に掲載されデビュー。
- 1992年 - 『りぼん』7月号より『赤ずきんチャチャ』の連載を開始。
- 1994年 - 『赤ずきんチャチャ』がテレビアニメ化される（テレビ東京系）。
- 2000年 - 『りぼん』8月号にて『赤ずきんチャチャ』の連載終了。全93話。
- 2011年 - 『Cookie』（集英社）にて、『赤ずきんチャチャN（エヌ）』の読み切りを掲載[3][4]。
- 2012年 - 『Cookie』8月号から『赤ずきんチャチャN（エヌ）』の連載を開始[5]。
- 2019年 - 『Cookie』9月号にて『赤ずきんチャチャN（エヌ）』の連載終了。

## 作品リスト
全て集英社から刊行されている。

### 単行本
- 赤ずきんチャチャ（1992年 - 2000年、りぼんマスコットコミックス、全13巻）
- ごん太を殺せ!（1994年7月15日発売[6]、りぼんマスコットコミックス、ISBN 4-08-853744-0）
  - ごん太を殺せ!（『りぼんオリジナル』1993年4月号）
  - おまけのごん太（描きおろし）
  - たたかえ!!シャイネスボーイ（『りぼんオリジナル』1992年初夏の号）
  - 夢みる手のり少女（『りぼんオリジナル』1992年早春の号）
  - おまけの手のり少女（描きおろし）
  - 青い羽根の天使（『りぼんオリジナル』1991年秋の号）
  - われらハイスクールヒーロー（『りぼん』1991年秋のびっくり大増刊号、デビュー作）
- ぴょん（2002年12月11日発売[7]、『りぼん』2002年3月号、『りぼんオリジナル』2002年4月号 - 8月号、『りぼん』2002年夏休みおたのしみ増刊号、りぼんマスコットコミックス、ISBN 4-08-856426-X、全1巻）
  - 鬼ラブ（『りぼん』2001年早春のびっくり大増刊号）
  - くせ毛女（『りぼん』2001年春のびっくり大増刊号）
  - 熱血幼児戦記（『りぼん』2001年初夏のびっくり大増刊号）
  - ムンバドール（『りぼん』2001年夏休みおたのしみ増刊号、秋のびっくり大増刊号）
- 赤ずきんチャチャN（エヌ）（2012年 - 2019年、マーガレットコミックス、全5巻）

### 文庫本
- 赤ずきんチャチャ（2006年、集英社文庫、全9巻）

### アンソロジー
- りぼん新人まんが傑作集 10 7つのシンフォニー[8]（1992年4月20日発行、ISBN 4-08-853609-6）
  - われらハイスクールヒーロー（『りぼん』1991年秋のびっくり大増刊号、デビュー作）

### 絵本
- トロといっしょ!あんしん･あんぜんブック[9]（2007年2月26日発売[10]、監修:元警視庁高島平署署長 荒井賢太郎、ISBN 978-4-08-299017-6）

### 単行本未収録作品
- マスタービーストキラリン（『りぼん』1995年秋のびっくり大増刊号）
- ますたーびーすとキラリン（『りぼんオリジナル』1996年2月号 - 12月号）
- “すいとん”と私（『りぼんティーンズ』1998年新春増刊号）
- ごめ～ん、ウソ♥ おバカちゃんだった私…（『りぼんオリジナル』2000年4月号）
- 男だらけ!?（『りぼん』2001年2月号別冊ふろく）
- ぴょん（『りぼんオリジナル』2002年10月号 - 2003年2月号、『りぼん』2002年11月号）
- ネズ民がチュー（『りぼん』2003年夏休みびっくり大増刊号、秋のびっくり大増刊号、『りぼんオリジナル』2003年10月号）
- すっぴんママ（『りぼん』2004年冬休みびっくり大増刊号）
- チロミロの花（『りぼん』2004年夏休みびっくり大増刊号、秋のびっくり大増刊号掲載）
- サイボーグにゃろん（『りぼん』2005年冬休みびっくり大増刊号）
- キチュネ（『りぼん』2005年春のびっくり大増刊号）
- オバケ屋さん（『りぼん』2005年りぼん夏休みびっくり大増刊号）
- 明日はお天気（『りぼん』2006年冬休みチャレンジ!大増刊号）
- 怪社（『りぼん』2006年春のチャレンジ!大増刊号）
- ちょっこり星3兄妹（『りぼん』2006年夏休み超びっくり大増刊号）
- 赤ずきんチャチャN 特別編（『Cookie』2020年7月号）